# Tour de Lombardie 2000
La 94e édition du Tour de Lombardie s'est déroulée le 21 octobre 2000. La course a été remportée par le coureur lituanien Raimondas Rumšas. Le parcours s'est déroulé entre Varèse et Bergame sur une distance de 258 kilomètres.
L'épreuve est la dernière course de la coupe du monde de cyclisme 2000.

## Présentation

### Équipes
| Groupes sportifs I (16)- AG2R Prévoyance - Cofidis-Le Crédit par Téléphone - Farm Frites - Fassa Bortolo - Kelme-Costa Blanca - La Française des jeux - Lampre-Daikin - Liquigas-Pata - Lotto-Adecco - Mapei-Quick Step - Mercatone Uno-Albacom - Polti - Rabobank - Saeco-Valli & Valli - Deutsche Telekom - Vini Caldirola-Sidermec Groupes sportifs II (7)- Alessio - Alexia Alluminio - Amica Chips-Tacconi Sport - Cantina Tollo-Regain - Mobilvetta-Rossin - Panaria-Gaerne - Colpack |
| |

## Classement final
| \| Classement général \| Classement général \| Classement général \| Classement général \| Classement général \| \| Coureur \| Coureur \| Pays \| Équipe \| Temps \| \| ------------------ \| -------------------- \| ------------------ \| ------------------------------- \| ------------------ \| \| 1er \| Raimondas Rumšas \| Lituanie \| Fassa Bortolo \| 6 h 18 min 36 s \| \| 2e \| Francesco Casagrande \| Italie \| Vini Caldirola-Sidermec \| + 0 s \| \| 3e \| Niklas Axelsson \| Suède \| Ceramica Panaria-Gaerne \| + 4 s \| \| 4e \| Beat Zberg \| Suisse \| Rabobank \| + 7 s \| \| 5e \| Michele Bartoli \| Italie \| Mapei-Quick Step \| + 7 s \| \| 6e \| Davide Rebellin \| Italie \| Liquigas-Pata \| + 7 s \| \| 7e \| Wladimir Belli \| Italie \| Fassa Bortolo \| + 22 s \| \| 8e \| Massimo Codol \| Italie \| Lampre-Daikin \| + 2 min 11 s \| \| 9e \| Gorazd Štangelj \| Slovénie \| Liquigas-Pata \| + 2 min 57 s \| \| 10e \| Paolo Bettini \| Italie \| Mapei-Quick Step \| + 3 min 35 s \| \| 11e \| Alessandro Bertolini \| Italie \| Alessio \| + 3 min 35 s \| \| 12e \| Luca Scinto \| Italie \| Mapei-Quick Step \| + 3 min 35 s \| \| 13e \| Óscar Freire \| Espagne \| Mapei-Quick Step \| + 3 min 35 s \| \| 14e \| Stéphane Heulot \| France \| La Française des jeux \| + 3 min 35 s \| \| 15e \| Oscar Camenzind \| Suisse \| Lampre-Daikin \| + 3 min 35 s \| \| 16e \| Michael Boogerd \| Pays-Bas \| Rabobank \| + 3 min 35 s \| \| 17e \| Andreï Tchmil \| Belgique \| Lotto-Adecco \| + 3 min 35 s \| \| 18e \| Marco Serpellini \| Italie \| Lampre-Daikin \| + 3 min 35 s \| \| 19e \| Richard Virenque \| France \| Polti \| + 3 min 35 s \| \| 20e \| Peter Farazijn \| Belgique \| Cofidis-Le Crédit par Téléphone \| + 3 min 35 s \| |                      |          |                                 |                 |
| |                      |          |                                 |                 |
| |                      |          |                                 |                 |
| Classement général |                      |          |                                 |                 |
| Coureur | Coureur              | Pays     | Équipe                          | Temps           |
| 1er | Raimondas Rumšas     | Lituanie | Fassa Bortolo                   | 6 h 18 min 36 s |
| 2e | Francesco Casagrande | Italie   | Vini Caldirola-Sidermec         | + 0 s           |
| 3e | Niklas Axelsson      | Suède    | Ceramica Panaria-Gaerne         | + 4 s           |
| 4e | Beat Zberg           | Suisse   | Rabobank                        | + 7 s           |
| 5e | Michele Bartoli      | Italie   | Mapei-Quick Step                | + 7 s           |
| 6e | Davide Rebellin      | Italie   | Liquigas-Pata                   | + 7 s           |
| 7e | Wladimir Belli       | Italie   | Fassa Bortolo                   | + 22 s          |
| 8e | Massimo Codol        | Italie   | Lampre-Daikin                   | + 2 min 11 s    |
| 9e | Gorazd Štangelj      | Slovénie | Liquigas-Pata                   | + 2 min 57 s    |
| 10e | Paolo Bettini        | Italie   | Mapei-Quick Step                | + 3 min 35 s    |
| 11e | Alessandro Bertolini | Italie   | Alessio                         | + 3 min 35 s    |
| 12e | Luca Scinto          | Italie   | Mapei-Quick Step                | + 3 min 35 s    |
| 13e | Óscar Freire         | Espagne  | Mapei-Quick Step                | + 3 min 35 s    |
| 14e | Stéphane Heulot      | France   | La Française des jeux           | + 3 min 35 s    |
| 15e | Oscar Camenzind      | Suisse   | Lampre-Daikin                   | + 3 min 35 s    |
| 16e | Michael Boogerd      | Pays-Bas | Rabobank                        | + 3 min 35 s    |
| 17e | Andreï Tchmil        | Belgique | Lotto-Adecco                    | + 3 min 35 s    |
| 18e | Marco Serpellini     | Italie   | Lampre-Daikin                   | + 3 min 35 s    |
| 19e | Richard Virenque     | France   | Polti                           | + 3 min 35 s    |
| 20e | Peter Farazijn       | Belgique | Cofidis-Le Crédit par Téléphone | + 3 min 35 s    |

### Classement UCI
La course attribue des points à la Coupe du monde de cyclisme sur route 2000 selon le barème suivant :
| Position           | 1er | 2e | 3e | 4e | 5e | 6e | 7e | 8e | 9e | 10e | 11e | 12e | 13e | 14e | 15e | 16e | 17e | 18e | 19e | 20e | 21e | 22e | 23e | 24e | 25e |
| Classement général | 100 | 70 | 50 | 40 | 36 | 32 | 28 | 24 | 20 | 16  | 15  | 14  | 13  | 12  | 11  | 10  | 9   | 8   | 7   | 6   | 5   | 4   | 3   | 2   | 1   |

## Liste des participants
| Liste des participants | Liste des participants  | Liste des participants |
| --- | ----------------------- | ---------------------- |
| \| Polti PLT \| Polti PLT \| Polti PLT \| \| --------- \| ----------------------- \| --------- \| \| Num \| Coureur \| Pos \| \| 1 \| Mirko Celestino (ITA) \| \| \| 2 \| Eddy Mazzoleni (ITA) \| \| \| 3 \| Fabio Sacchi (ITA) \| \| \| 4 \| Enrico Cassani (ITA) \| \| \| 5 \| Pascal Hervé (FRA) \| \| \| 6 \| Richard Virenque (FRA) \| 19e \| \| 7 \| Oscar Pelliccioli (ITA) \| \| \| 8 \| Michele Colleoni (ITA) \| \| |                         |                        |
| Polti PLT |                         |                        |
| Num | Coureur                 | Pos                    |
| 1 | Mirko Celestino (ITA)   |                        |
| 2 | Eddy Mazzoleni (ITA)    |                        |
| 3 | Fabio Sacchi (ITA)      |                        |
| 4 | Enrico Cassani (ITA)    |                        |
| 5 | Pascal Hervé (FRA)      |                        |
| 6 | Richard Virenque (FRA)  | 19e                    |
| 7 | Oscar Pelliccioli (ITA) |                        |
| 8 | Michele Colleoni (ITA)  |                        |

| Polti PLT | Polti PLT               | Polti PLT |
| --------- | ----------------------- | --------- |
| Num       | Coureur                 | Pos       |
| 1         | Mirko Celestino (ITA)   |           |
| 2         | Eddy Mazzoleni (ITA)    |           |
| 3         | Fabio Sacchi (ITA)      |           |
| 4         | Enrico Cassani (ITA)    |           |
| 5         | Pascal Hervé (FRA)      |           |
| 6         | Richard Virenque (FRA)  | 19e       |
| 7         | Oscar Pelliccioli (ITA) |           |
| 8         | Michele Colleoni (ITA)  |           |